# Prestosuchus

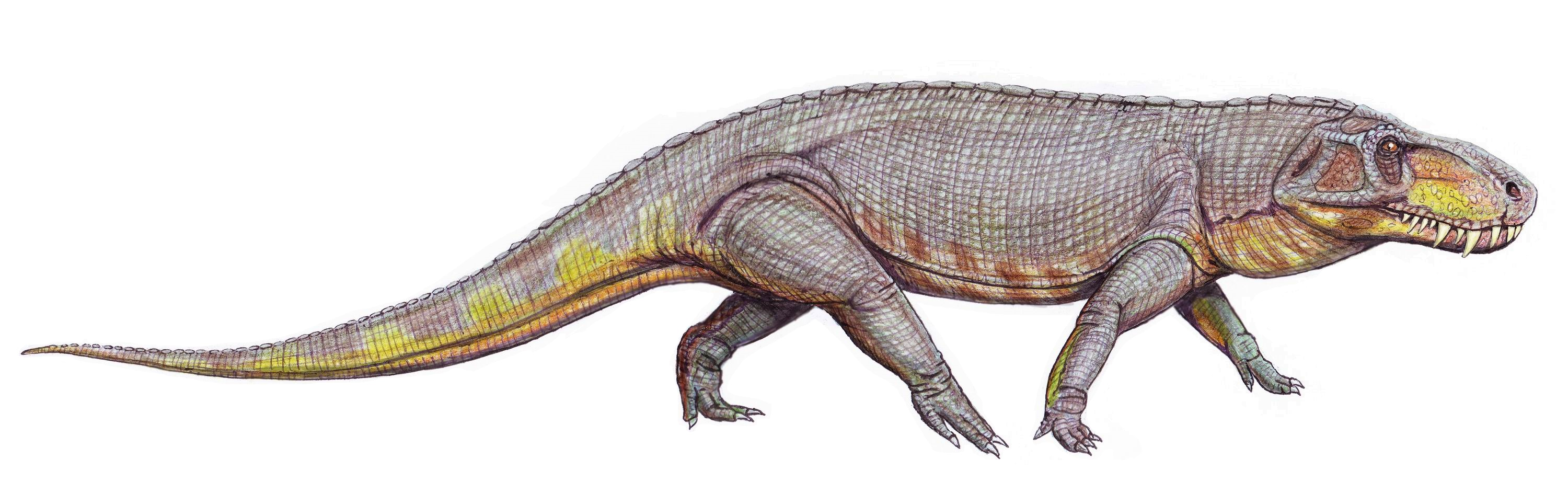
Реставрація

Prestosuchus — вимерлий рід псевдозухій із групи Loricata, до якої також входять Saurosuchus і Postosuchus. Історично його називали «равізухіана» і він був визначальним членом родини Prestosuchidae, хоча достовірність обох цих груп сумнівна: Rauisuchia зараз вважається парафілетичним, а Prestosuchidae — поліфілетичним у своїй найширшій формі.
Як і його родичі, Престозух мав глибокий череп і зубчасті зуби. Хоча він нагадував динозавра своїм великим тілом і вертикальною поставою, насправді це був псевдозухій, що означає, що він був архозавром, більш близьким до сучасних крокодилів, ніж до динозаврів. Престозухи жили в середньому тріасі на території сучасної Бразилії. Спочатку його оцінювали приблизно в 5 метрів, але зразок, виявлений у 2010 році, припускає, що Prestosuchus досягав у довжину майже 7 метрів, що робить його одним із найбільших псевдозухів тріасу поряд із Saurosuchus та Fasolasuchus. Престозух, ймовірно, ходив на чотирьох лапах, як крокодили, але на відміну від крокодилів, він мав вертикальну напівпряму позицію з кістками кінцівок, розташованими нижче стегон.